# 中国2010年上海世界博览会澳门馆
中国2010年上海世界博览会澳门馆是2010年上海世博会上代表澳门的展馆，位于世博园区A片区，
占地约637平方米。其设计者为澳门建筑师马若龙。
澳门馆共7层，以“文化交融，和谐体现”为主题，“玉兔宫灯”是其方案的核心概念。其高度为19.99米，意为澳门于1999年回归。澳门馆中还有一高5层、名为“时光机”的环幕影院，观众可以从中看到澳门的发展历程。